# Grace Prendergast
Grace Prendergast (Christchurch, 30 de junho de 1992) é uma remadora neozelandesa, campeã olímpica.

## Carreira
Prendergast conquistou a medalha de prata nos Jogos Olímpicos de Verão de 2020 em Tóquio no evento de dois sem com Kerri Gowler. Além disso, conseguiu a prata com a equipe da Nova Zelândia no oito com feminino, ao lado de Gowler, Ella Greenslade, Emma Dyke, Lucy Spoors, Kelsey Bevan, Beth Ross, Jackie Gowler e Caleb Shepherd, com o tempo de 6:00.04.